# Culicoides ceylanicus
Culicoides ceylanicus är en tvåvingeart som beskrevs av Jean-Jacques Kieffer 1912. Culicoides ceylanicus ingår i släktet Culicoides och familjen svidknott.
Artens utbredningsområde är Sri Lanka. Inga underarter finns listade i Catalogue of Life.